# 서슬라브족
서슬라브족은 서슬라브어군의 언어를 쓰는 슬라브계 민족들을 이르는 말이다. 폴란드, 체코, 슬로바키아의 주요 민족이며, 인접한 독일, 우크라이나, 벨라루스, 헝가리 등에도 상당수 분포해 있다.

## 개요
5세기에 일어난 슬라브족 대이주 이후 중세 전기에는 이미 서슬라브족이라는 집단이 성립하여 있었을 것으로 보인다. 서슬라브족이 사는 폴란드, 체코, 슬로바키아 지역은 오랫동안 독일의 영향을 받으며 헝가리와 함께 특유의 중앙 유럽 지역권을 형성해 나갔다.
동슬라브족과 남슬라브족이 비잔틴 제국의 영향을 받아 중세에 정교회로 개종한 것과 대비되게, 서슬라브족은 역사적으로 서유럽 라틴 교회의 영향을 받아 대부분이 가톨릭교를 믿고 있다.
폴란드인을 제외한 레흐족이 살던 실레시아·포메라니아 등의 지역은 독립성을 유지하지 못하고 폴란드나 독일의 지배 하에 놓이게 된 탓에, 근대까지 대부분 폴란드인이나 독일인으로 동화되었다. 같은 이유로 체코 모라비아 지역의 모라비아인도 대부분 체코인으로 동화되었으며, 독일 지역의 소르브인 역시 근대에 들어 빠르게 정체성이 약해졌다.

## 주민
주로 언어에 따라 다음과 같이 나뉜다.
- 레흐계
  - 폴란드인
  - 실레시아인
  - 카슈브인
  - 고랄인
- 체코슬로바키아계
  - 체코인
  - 모라비아인
  - 슬로바키아인
- 소르브인
  - 루사티아인 (고지 소르브어)
  - 밀첸인 (저지 소르브어)

## 같이 보기
- 슬라브족
- 동슬라브족
- 남슬라브족